# NGC 6462
NGC 6462 est une lointaine galaxie spirale intermédiaire située dans la constellation du Dragon. Sa vitesse par rapport au fond diffus cosmologique est de 11 450 ± 125 km/s, ce qui correspond à une distance de Hubble de 169 ± 12 Mpc (∼551 millions d'al). NGC 6462 a été découverte par l'astronome américain Lewis Swift en 1885.
Toutes les sources consultées classent cette galaxie comme elliptique, sauf la base de données NASA/IPAC. L'image du relevé SDSS montre assez clairement la présence de bras spiraux, mais, aussi la classification de spirale convient mieux à cette galaxie.
NGC 6462 est une galaxie du champ, c'est-à-dire qu'elle n'appartient pas à un amas ou un groupe et qu'elle est donc gravitationnellement isolée. En raison d'une brillance de surface égale à 11,91 mag/am2, on peut qualifier NGC 6462 de galaxie présentant une brillance de surface élevée.
À ce jour, trois mesures non basées sur le décalage vers le rouge (redshift) donnent une distance de 165,333 ± 3,786 Mpc (∼539 millions d'al), ce qui est à l'intérieur des valeurs de la distance de Hubble.

## Supernova
La supernova SN 2005ao a été découverte dans NGC 6462 le 7 mars 2005 par les astronomes amateurs américains Tim Puckett et Tom Crowly. Cette supernova était de type Ia.